# James Akins
Pour les articles homonymes, voir Akins.
James Elmer Akins (né le 15 octobre 1926 à Akron - mort le 15 juillet 2010 à Mitchellville, Maryland) fut ambassadeur des États-Unis en Arabie Saoudite de septembre 1973 à février 1976. Durant cette période, il a dû gérer les conséquences du premier choc pétrolier de 1973. Akins assura son poste d'ambassadeur jusqu'au 10 février 1976 bien que les archives d'État annoncent son départ officiel au 10 février 1975, son remplaçant ayant pris ses nouvelles fonctions le 21 février 1976. Certaines sources indiquent qu'il s'agit d'une erreur d'impression,,. Akins fut également membre du Council on Foreign Relations et conseiller au sein de l'Iran Policy Committee (en) (IPC). Akins s'est également impliqué dans l'organisation pro-palestinienne If Americans Knew.

## Scolarité et carrière
Né à Akron dans l'État de l'Ohio, il a été élevé selon la tradition quaker. Il effectua la dernière partie de sa scolarité à l'université d'Akron avant de s'engager dans la Navy où il servit pendant deux ans au moment de la Seconde Guerre mondiale. Il fut diplômé en 1947. Il rejoignit le Foreign Service en 1954 et fut affecté en Italie, France, Syrie, Liban, Koweït et Irak avant d'occuper le poste important de directeur des carburants et de l'énergie au département d'État à partir de 1968.

## Directeur des carburants et de l'énergie au département d'État
En 1971, après que la Libye demanda une augmentation de 40 centimes par baril alors que le cartel des compagnies pétrolières ne proposait que 5 centimes il prit parti pour la Libye. Après que l'augmentation de 40 centimes fut acceptée il fut alors perçu comme un important contributeur au développement de l'OPEP.  Après une participation à une réunion de l'OPEP en mai 1972 à Alger en Algérie, il mit à jour ses craintes de la venue d'un embargo. La dépendance américaine et occidentale au pétrole arabe prenant de l'ampleur et les dépenses des pays producteurs étant de moins en moins couvertes par les revenus de la vente de pétrole, la survenue d'un embargo était devenue une crainte justifiée. Il réalisa alors que le pétrole constituait dorénavant un levier économique majeur que le pétrole soit exploité ou non compte tenu des besoins mondiaux. En avril 1973, dans un influent article publié dans le journal Foreign Affairs, Akins prédit que la consommation mondiale des douze prochaines années excéderait le total consommé de toute l'histoire. Il mit en garde que l'arrêt de production de deux pays producteurs du Moyen-Orient suffirait à pousser le prix du baril de 3 dollars à 5 dollars. En réalité, les prix monteront jusqu'à 39,50 dollars. Jusque-là directeur des carburants et de l'énergie au département d'État américain, Akins fut promu ambassadeur américain en Arabie Saoudite en septembre 1973, un mois avant le début du premier choc pétrolier.

## Ambassadeur des États-Unis en Arabie Saoudite
Une de ses premières décisions en tant qu'ambassadeur fut d'envoyer un message confidentiel à tous les dirigeants de compagnies pétrolières formant le consortium Aramco en Arabie Saoudite afin d'utiliser leurs contacts au plus haut niveau du gouvernement américain afin de faire accepter l'idée que l'embargo sur le pétrole voulu par les Saoudiens ne sera pas mis en place à moins que les difficultés politiques ne soient résolues de manière favorable aux Arabes et en accordant au moins quelques revendications arabes contre la politique d'Israël. Une politique qu'il mettra en place en tant que consultant. Il sera d'ailleurs très critiqué pour ces positions. « Ainsi il était l'ambassadeur américain en Arabie Saoudite tentant de renforcer le chantage fait aux États-Unis » écrivit Steven Emerson (en) dans son livre The American House of Saud (1985).  Akins répondit qu'il effectuait simplement son travail de sauvegarde des intérêts américains qui pouvaient ne pas correspondre à ceux d'Israël compte tenu de la forte dépendance au pétrole arabe.

## Départ de son poste d'ambassadeur
Akins a été démis de ses fonctions d'ambassadeur en août 1975 après une série de désaccords concernant la stratégie américaine avec le secrétaire d'État Henry Kissinger. Un de ces désaccords impliquait l'affirmation par Akins que Kissinger avait approuvé la montée des prix du pétrole iranien en échange de ventes d'armes. Cette déclaration a été jugée absurde par Henry Kissinger. Akins affirma également en visant à demi-mot Kissinger qu'un des responsables de la politique étrangère envisageait l'idée d'accaparer les champs de pétrole du Moyen-Orient. Akins provoqua la fureur de Kissinger quand il critiqua vivement son intervention afin d'accorder l'entrée de l'éditorialiste du New York Times C.L. Sulzberger à la demande des Saoudiens. Les Saoudiens avait initialement refusé le visa d'entrée parce qu'ils refusaient l'entrée des Israéliens sur leur territoire. Akins déclara avoir pris connaissance de son renvoi de son poste d'ambassadeur par l'intermédiaire d'un ami qui l’appela pour lui lire un article en faisant état : « Je suppose que j'ai marché sur quelques pieds » à propos d'une interview du New York Times. Akins déclara que durant sa mission d'ambassadeur il avait réussi à bâtir confiance et compréhension entre Saoudiens et Israéliens en convainquant le roi Fayçal de rejeter l'idée d'un État juif et accepter la légitimité d'Israël dans ses frontières d'avant 1967. Dans une interview de 1979 au Time, Akins mit en garde contre la montée d'une vague d'anti-américanisme en Arabie Saoudite.

## Critique du lobby pro-israélien
En 1989, Akins parmi d'autres personnalités demanda à la commission fédérale chargée des élections, la Commission électorale fédérale (FEC) de forcer l'American Israel Public Affairs Committee (AIPAC) de s'enregistrer comme un comité d'action politique et ainsi révéler des informations privées concernant ses opérations. Akins fut également à la tête d'une plainte contre la FEC débouchant sur une décision de la Cour suprême en 1998 Federal Election Commission v. Akins (en). En 1994 Akins prononça un discours dans lequel il déclara : « Notre politique étrangère a été tellement pro-israélienne que nous nous sommes aliénés les Arabes, notre politique énergétique comme cela a toujours été nous rend encore dépendants au pétrole arabe ».

## Décès
Akins est décédé le 15 juillet 2010 d'une attaque cardiaque.

### Articles de James Akins
- « The Israeli Attack on the USS Liberty, June 8, 1967, And the 32-Year Cover-up That Has Followed », Washington Report on Middle East Affairs, décembre 1999.
- « The New Arabia », Foreign Affairs, été 1991.
- « Why Do They Hate Us? », 24 décembre 2001.
- The Arabists, 16 avril 1994.